# Secretum Secretorum
El Secretum secretorum (o Secret dels secrets, també anomenat Carta d'Aristòtil a Alexandre) és una obra falsament atribuïda a Aristòtil. De l'època medieval, aquest tractat pseudoaristotèlic tracta temes tan diversos com l'ocultisme, la política i la fisiognomia.

## Presentació

### Contingut
El Secretum secretorum es pot llegir alhora com una enciclopèdia i com un espill de prínceps. Presentat com un tractat escrit per Aristòtil al seu deixeble Alexandre el Gran, tracta una gran varietat de temes, des de la política fins a la moral, l'astrologia, l'alquímia i les propietats màgiques de les plantes.
Aquesta obra va tenir una influència important a Europa durant l'alta edat Mitjana. És un dels llibres més llegits de l'edat mitjana, i «el llibre més estés a Europa a l'edat mitjana». Segons l'expert en el Secretum secretorum, Denis Lorée, l'èxit de l'obra forma part d'un fenomen d'època que és la fascinació per grans personatges, com ara Alexandre el Gran, Carlemany i Artús. També forma part de l'èxit d'obres que es presenten com un espill de prínceps.

### Història de la publicació
Tot i que El secret dels secrets aparenta ser una carta enviada per Aristòtil a Alexandre, en realitat el text està traduït d'un tractat àrab del segle x, el Kitab sirr al-asrar (àrab: كتاب سر الأسرار, Kitāb sirr al-asrār). Alguns historiadors, inclòs J. Ruska, pensen que l'autor n'és ar-Razí. Altres hi han proposat Yuhanna ibn al-Bitriq, del 941. El text probablement mai no fou escrit en grec antic.
El tractat es va distribuir a Europa en dues versions llatines, una de curta i una de llarga. La versió breu, apareguda cap al 1145, centrada en la medicina, la va traduir Johannes Hispalensis entre el 1112 i el 1128. Li donà el títol De Regimine sanitatis (Sobre el règim sanitari), o Epistula Alexandro de dieta servanda. La versió llarga, de cap al 1220, la va traduir Felip de Trípoli, que fou identificat per Haskins com el canonge Felip de Trípoli, citat en els documents de Gregori IX i Innocenci IV.
El Secretum secretorum ha estat traduït a moltes llengües, sobretot al segle XV. El text s'ha modificat més o menys durant les traduccions successives. Trobem en una de les versions ampliades del segle XIII sobre consideracions alquímiques, la famosa Taula de Maragda (Tabula smaragdina). Una traducció francesa presenta Aristòtil com «fill de Mahoma de Macedònia», però la majoria de versions llatines el presenten, amb raó, com a fill de Nicòmac de Macedònia. Fou al 1287 quan Pierre d'Abernon va produir una versió versificada i en gran part revisada de l'obra.

## Resum

### Pròlegs

#### Pròleg d'un metge que recomana Aristòtil
L'autor es presenta com el que ha replegat els escrits que constitueixen el Secret dels secrets. Ret homenatge a Aristòtil i presenta l'obra com un «llibre de bons costums per al govern». Es diu que el Secret va ser escrit per Aristòtil per a Alexandre el Gran.
El metge afirma que la vida d'Aristòtil es va veure afectada per fets sobrenaturals. Això ajuda a justificar el caràcter esotèric de l'obra. Així, informa que, segons alguns testimonis, en morir, Aristòtil «va pujar al cel en forma de colom de foc». Es diu que el manuscrit del Secretum secretorum fou escrit per Aristòtil en resposta a una carta d'Alexandre el Gran demanant-li consell.

#### Carta del doctor Philippe que va traduir el llibre al llatí
L'autor presenta Philippe, fill de París, que, segons diu, va traduir al llatí el Secret dels secrets. Philippe diu que la seua recerca del coneixement i la veritat el dugué a conéixer «un home solitari ple de gran abstinència», del qual va obtenir el text del Secret dels secrets. Va dir que va traduir el text del grec al caldeu, i del caldeu a l'àrab.

### Epístoles

#### Epístola d'Alexandre a Aristòtil
Alexandre anuncia a Aristòtil que ha conquerit Pèrsia i que ha descobert un grup de persones que «són molt sàvies» i tenen una «comprensió subtil i penetrant». Ell dubta si «els ha de matar», i li pregunta al seu antic mestre. «Doctor en Justícia i Molt Noble Rector», que li'n done la seua opinió.

#### La resposta d'Aristòtil a Alexandre
Aristòtil respon a Alexandre recordant-li que només pot actuar dins dels límits del seu poder. Per tant, si es troba en una posició de força, pot actuar sense obstacles («si pots moure't i canviar l'aire de la terra i de l'aigua, i l'ordre de les ciutats, compleix el teu desig»). En canvi, si creu que no té el control total de la situació, és millor que governe aquesta gent amb raó i compassió. Així, a causa de «l'amor que et tenen, regnaràs pacíficament sobre ells».

#### Epístola d'Aristòtil a Alexandre
Aristòtil escriu una carta al seu deixeble. Comença per presentar-li els seus respectes, escrivint que «Déu us confirma en el camí del coneixement, de la veritat i les virtuts, i us allunya dels desigs carnals i bestials». Li comunica que es troba impossibilitat, «pesat per l'edat i en gran debilitat», per trobar-se amb ell tal com li ho demana. Explica que va escriure el llibre que l'Alexandre té a les mans: «per això, he manat i m'he apressat a fer-vos un llibre, que […] suplirà la meua absència i els meus defectes, i serà per a vós una norma i una doctrina ben fermes».
L'epístola va tenir un gran èxit a l'edat mitjana pel caràcter místic de la carta d'Aristòtil. El mestre confia al seu deixeble que s'expressa en aquest llibre d'una manera a vegades fosca («Us revele el meu secret de manera figurada i una mica obscura») perquè tem que «aquest llibre no arribe a les mans dels infidels i al poder dels arrogants i dolents»; o «podrien conéixer els grans secrets de Déu els qui no en són pas dignes». Aristòtil recorda a Alexandre que cal ser obeït per aquells que són governats, «perquè la desobediència dels súbdits debilita molt el poder del senyor».

### Capítols sobre govern

#### Els informes del rei als seus súbdits
Els reis haurien de ser generosos amb ells mateixos i avars amb els seus súbdits, o al revés? Amb un doxograf ràpid, el pseudoAristòtil recorda la diversitat de punts de vista sobre el tema: els italians sostenen que el rei ha de ser avar amb ell mateix però generós amb els seus súbdits, mentre que els indis consideren que el bon rei és avar amb ell mateix però també amb els súbdits. Segons ell, però, si un rei era avar amb ell mateix, però també amb els súbdits, «el seu regne seria destruït». El bon rei és qui dona segons la seua capacitat i amb mesura «als qui ho necessiten i en són dignes». És inútil donar béns a qui no els necessita, i el rei que ho fa «no rep elogis». Ser generós i just amb els súbdits que ho necessiten permet que un rei siga generós amb ell mateix. Només en aquest regne hi haurà prosperitat i felicitat.
El rei és venerat quan actua d'una manera respectuosa. Es pot obeir a causa que el rei és estimat pels súbdits; o perquè el rei és cortés, agradable; i finalment, per l'honor i la reverència que té pels qui en són dignes.
El pseudo-Aristòtil demana a Alexandre que no «cobege les coses mundanes», que, per naturalesa, són «transitòries i corruptibles». Millor són les «riqueses que no es poden corrompre i la vida que no es pot canviar». Crida el seu alumne a rendir-se «encara que siga fort i gloriós»: «deixa la vida dels animals a les seues escombraries». El filòsof aconsella al seu deixeble que no siga «propens a la luxúria de les dones», perquè és una vida animal. Governar la vida com «bèsties brutes i sense seny» no duu glòria.
A més a més, és important no creure tot el que ens diuen, i no estar massa predisposat a perdonar «aquells contra els quals has tingut la victòria». També és important que el rei pense en els «moments i casos que es puguen produir», per tal d'anticipar-ne les dificultats.

#### Gestió de les finances públiques
El Pseudo-Aristòtil insisteix en la necessitat d'una bona gestió de la despesa estatal. El rei que «vol fer una despesa més gran que la que pot suportar el seu regne (...) sens dubte serà destruït». Com l'individu, el rei que gasta massa «arribarà aviat a la vora amarga de la pobresa». El mestre anuncia al seu deixeble que ha tingut accés als escrits del savi Hermògenes, que afirma que «la bondat molt gran i sobirana i la veritable claredat de l'enteniment» i «senyal de la perfecció del rei» és que el rei tinga cura de no robar als súbdits.
El Pseudo-Aristòtil posa com a exemple el Regne d'Anglaterra: alguns reis d'aquest país han sucumbit a la generositat, tot i que això significàs destruir el seu país: «gastaven tant que els ingressos del regne no eren suficients». El rei es veié obligat a prendre la propietat dels súbdits. Això provocà un aixecament popular. El mestre aconsella al deixeble que «evite les despeses salvatges i escandaloses i les donacions escandaloses». Cal mantenir la moderació de la despesa pública.

#### Les virtuts i els vicis del rei
El Pseudo-Aristòtil defineix la virtut del rei: «regna bé, estima els bons, perdona les injúries i honora els qui mereixen honor». En públic, el rei no ha de deshonorar ni humiliar les persones dignes. L'autor afirma que mentre Alexandre seguisca aquests preceptes, tindrà «claredat sempre brillant i ciència suficient per [al seu] govern». En aquest sentit, l'autor torna al concepte del seny. Aquest hi és un concepte clau, perquè la comprensió és «guiadora del govern humà i salvació de l'ànima», alhora que «guàrdia de les virtuts i espill dels vicis». La comprensió ens permet veure de què hem de fugir. Tot el que és bo està en l'enteniment, que ens permet assolir-lo.
El Pseudo-Aristòtil mana al seu deixeble que deixe enrere «tots els desigs animals i carnals», perquè «són corruptibles». Perquè els desigs carnals juguen amb el cor i corrompen la ment. A més, l'amor sexual «engendra la cobdícia. La cobdícia engendra el desig de riquesa, el desig de riquesa fa la persona desvergonyida i la persona desvergonyida orgullosa».
El mestre adverteix al deixeble sobre la fama, la reputació que té. És gràcies a la bona reputació que «regnes i grans senyories s'han adquirit i governat». La bona reputació requereix que el dirigent siga honest i no mentisca: «l'enveja engendra mentides que són l'arrel i la substància de tots els vicis». De fet, segons ell, «mentir engendra mal parlar. El mal discurs engendra odi. L'odi engendra maldat. La maldat engendra ressentiment. El ressentiment genera molèsties. La molèstia engendra injustícia. La injustícia engendra lluita. La lluita engendra i trenca totes les lleis, destrueix ciutats».

#### El bon govern
Quan es governa «amb referència a Déu, s'és digne de regnar i s'és honorable». Tanmateix, si es «posa el regne en servitud i mals costums, traspassa el camí de la veritat». Aquest governant acabarà menyspreat per tots.
El bon rei també és qui governa «segons els drets i les lleis», i que no és fals davant dels seus súbdits (no ha de governar «per aparença fingida»). Governar també vol dir preveure, especialment en la gestió dels aliments. És important que el rei faça «sempre gran oferta de blat, i sopes de tota mena», perquè sempre regne l'abundància, i que quan pugen els preus, no hi haja fam. Pensar en el futur ens permet afrontar-ho tot des del primer moment «en què hi pot ser contrari». Això li permet «suportar més lleugerament les adversitats i les dissorts».
A més a més, el rei no ha de pensar «en la seua ira», al contrari, si s'ha enganyat, «ha de reconéixer raonablement el seu error». La saviesa més gran que pot tenir un rei és «governar amb prudència». Si el rei no pot fer res que siga bo i profitós, llavors ha d'actuar «amb molta discreció i diligència perquè la gent no diga que fa la seua faena barroerament o sense cura».
El rei no ha de ser indiferent a la pobresa del seu regne. Al contrari, ha de «preguntar sovint sobre les necessitats dels [seus] súbdits pobres». Ha de proveir els que ho necessiten. El Pseudo-Aristòtil aconsella a Alexandre el Gran que trie un home que faça de mitjancer entre la reialesa i el poble.

#### El seguici del rei
El bon rei escolta els consells del seu poble, que l'informa del seu regne. Aquesta gent de confiança «informa del que es fa i es diu al teu regne». Ell recluta ambaixadors, perquè «els missatgers del rei mostren la saviesa del qui els envia». Aquests ambaixadors són els ulls del rei a l'estranger.

#### L'aparença i la vida del rei
El rei ha de, sàviament, mantenir una bona presència. Això implica «que es vestisca amb honor», i que sempre semble atractiu, perquè això reflecteix la seua dignitat. Amb la roba «la seua dignitat és honorada i el seu poder més acomplert, i se li fa més reverència». Això també es reflecteix en el seu caràcter: no ha de riure massa, perquè qui riu molt és «menys apreciat i menys honorat». El rei ha d'honorar, finalment, els seus cortesans i consellers. Cal castigar qui l'han servit malament, per tal de donar exemple.
El Pseudo-Aristòtil demana al seu deixeble que parle poc, sobretot quan la seua paraula és necessària, perquè això la fa més preuada i honorable. De fet, «és millor que les orelles del poble tinguen ganes d'escoltar les paraules del rei que no pas que s'embruten i avorrisquen d'escoltar-lo amb un discurs excessiu». Així, és important no barrejar-se massa sovint amb la multitud, a risc de desvalorar-se.
També es pot divertir el rei. Això és acceptable sempre que la seua naturalesa no trontolle. Cal, durant les celebracions, que el rei «bega vi», i que «els altres beguen tant com vulguen». En aquell moment tindrà accés als secrets d'aqueixes persones. Els festivals haurien de tenir lloc dues o tres vegades a l'any, i no durant tot l'any.

### Capítols de justícia

#### Robatori i expropiació
El rei ha de tenir cura de no fer mal als comerciants. Al contrari, els ha d'honorar, perquè aquests s'estenen pel món sencer i obtenen fama. El rei que, «per bona justícia», dona «a cadascú el que és el seu», fa florir la seua economia: es treballarà la terra, i les rendes seran altes.

#### Justícia en la gestió dels afers de govern
El Pseudo-Aristòtil demana al rei que es guarde «de vessar sang humana». La vida dels súbdits ha de ser la prioritat del rei. Tampoc no ha de tornar enrere en una paraula que haja donat.

### Capítols d'higiene

#### La dieta del rei
El treball atorga una part important als problemes de salut, que reflecteix les inquietuds de l'època. La salut és la riquesa més gran del rei. El mestre recorda al seu alumne la teoria dels humors. La seua bona salut requereix que el rei «es purgue dels mals i corruptes estats d'ànim que el fan pesant». Com a tal, el llibre argumenta que certs aliments són propicis per a un determinat estat d'ànim. Li demana que respecte el principi de meden agan (absència d'excés) en l'àmbit de l'alimentació.

#### L'exercici físic del rei
El llibre té capítols dedicats a la salut física i als exercicis corporals que hauria de fer el rei per mantenir-se sa. Aquests passatges reflecteixen les preocupacions de la ciència mèdica en l'època de la redacció i la transmissió dels textos. Els consells dietètics estan relacionats amb la salut física de l'individu.

### Capítols sobre astronomia
El Secretum secretorum tracta d'astronomia. El tractat defineix cadascuna de les quatre estacions. L'estudi de les estacions es recomana al príncep perquè li permet conéixer l'evolució de les collites.
Els capítols sobre aquest tema eren especialment preuats a l'Europa medieval pels científics, que a vegades n'agafaren les conclusions i formulacions. Aquest n'és el cas de Roger Bacon. El llibre també tracta sobre astrologia.

### Capítols sobre fisiognomia
El tractat aborda, en el seu darrer llibre, la fisiognomia. El Pseudo-Aristòtil insisteix en el que considera que és «una ciència noble i meravellosa», per la qual sabem «la naturalesa i la condició de les persones». Avisa, però, a Alexandre: «No convé pas jutjar per un sol signe, sinó que considereu tots els signes d'una persona i observeu els signes que més abunden en l'individu». Aquest llibre continua sent fosc en alguns aspectes per als investigadors.

## Posteritat

### Reedicions i traducció
L'obra ha tingut una posteritat important. Va ser represa i traduïda moltes vegades, sobretot a Anglaterra, a França i al món germànic. Alguns llibres citen El secret dels secrets, o el reescriuen en diverses formes literàries. A causa del seu èxit, l'obra fou comentada per Albert el Gran i Roger Bacon. Va inspirar tractats enciclopèdics com ara el Llibre de Sidrac així com Placides i Timeo. Aquest últim, que porta el subtítol Els secrets dels filòsofs, imita directament El secret dels secrets.

### Influència en la fisiognomia
Al Secretum secretorum se li atribueix la popularització de certs temes, com ara la fisiognomia. Estudiosos com Girolamo Savonarola es van veure molt influenciats per la descripció del llibre. La principal aportació del llibre fou la medicalització de la fisiognomia.

### Influència en l'alquímia
El tractat tingué una gran influència en la comunitat alquímica. De fet, algunes versions de l'obra contenien elements esotèrics, com una tauleta de maragda.